# Željko Franulović
Željko Franulović (Spalato, 13 giugno 1947) è un ex tennista jugoslavo.

## Carriera
Destro di nascita si è fatto conoscere principalmente per i risultati sulla terra battuta. Su questa superficie ha sconfitto tra gli altri Vilas durante il torneo di Roma, l'argentino dopo quel match ha iniziato la serie record di 46 match vinti consecutivamente.
In singolare ha vinto un totale di otto tornei su tredici finali, tra le cinque finali perse spicca quella dell'Open di Francia 1970 contro Jan Kodeš. In doppio vince sei finali ma negli Slam non si avventura mai oltre i quarti di finale.
In Coppa Davis ha giocato cinquantanove match con la squadra jugoslava vincendone trentadue.

### Dopo il ritiro
Dopo aver concluso la sua carriera in campo è rimasto legato al mondo del tennis. È stato il direttore del Monte-Carlo Rolex Masters dal 2005 al 2022, oltre ad essere stato tra il 1994 e il 1997 capitano della Squadra croata di Coppa Davis.

## Statistiche

### Singolare

#### Vittorie (8)
| Numero | Anno | Torneo                                            | Superficie  | Avversario in finale | Punteggio               |
| 1.     | 1970 | Monte Carlo Open, Monte Carlo                     | Terra rossa | Manuel Orantes       | 6–4, 6–3, 6–3           |
| 2.     | 1970 | Austrian Open, Kitzbühel                          | Terra rossa | John Alexander       | 6–4, 9–7, 6–4           |
| 3.     | 1970 | ATP Buenos Aires, Buenos Aires (1)                | Terra rossa | Manuel Orantes       | 6-4, 6-2, 6-0           |
| 4.     | 1971 | Clean Air Classic, New York                       | Indoor      | Clark Graebner       | 6-2, 5-7, 6-4, 7-5      |
| 5.     | 1971 | Macon Open, Macon                                 | Cemento     | Ilie Năstase         | 6-4, 7-5, 5-7, 3-6, 7-6 |
| 6.     | 1971 | U.S. Men's Clay Court Championships, Indianapolis | Terra rossa | Cliff Richey         | 6-3, 6-4, 0-6, 6-3      |
| 7.     | 1971 | ATP Buenos Aires, Buenos Aires (2)                | Terra rossa | Ilie Năstase         | 6-3, 7-6, 6-1           |
| 8.     | 1977 | BMW Open, Monaco di Baviera                       | Terra rossa | Víctor Pecci         | 6-1, 6-1, 6-7, 7-5      |